# ولسوالی خنجان
ولسوالی خِنجان یکی از ۱۵ ولسوالی ولایت بغلان، به مرکزیت شهر خنجان در شمال افغانستان است. خِنجان از ولسوالی‌های درجه دوم ولایت بغلان بوده، ۱۱۸۹٫۴ کیلومترمربع مساحت دارد و هفتمین ولسوالی بزرگ بغلان می‌باشد. این ولسوالی با ۴۵٬۴۱۱ نفر جمعیت در سال ۱۳۹۹، نهمین ولسوالی پر جمعیت ولایت بغلان است.
تونل سالنگ در جنوب این ولسوالی موقعیت دارد و جادهٔ اصلی کابل-مزار شریف نیز از این ولسوالی می‌گذرد.

## جغرافیا
ولسوالی خِنجان به شکل ذوزنقه است و از شرق با ولسوالی اندراب، از شمال و شرق با ولسوالی دوشی و از جنوب با ولایت پروان محدود می‌باشد. خِنجان مرکز این ولسوالی ۷۳ کیلومتر از شهر پلخمری فاصله دارد.
ولسوالی خِنجان از ولسوالی‌های کوهستانی ولایت بغلان است که حدود ۳۸ نفر در هر کیلومتر مربع آن زندگی می‌کنند. آب و هوای خِنجان سرد و خشک است و متوسط دما ۴ درجه سانتی‌گراد است. گرم‌ترین ماه آن، ماه اسد با ۱۷ درجه سانتی‌گراد و سردترین ماه آن، ماه دلو با ۱۱- درجه سانتی‌گراد می‌باشد. میزان بارش به‌طور میانگین ۶۴۶ میلی‌متر در سال است. مرطوب‌ترین ماه آن، ماه حوت با ۱۴۵ میلی‌متر و خشک‌ترین ماه آن، ماه اسد با ۵ میلی‌متر بارندگی است.
| ژ                                                   | ف          | م        | آ         | م       | ژ      | ژ      | آ       | س       | اُ        | ن       | د         |
| ۲۵ ۸− ۱۴−                                           | ۱۴۱ ۸− ۱۴− | ۱۴۵ ۴ ۸− | ۱۲۴ ۱۰ ۳− | ۴۷ ۱۷ ۱ | ۷ ۲۱ ۶ | ۵ ۲۶ ۷ | ۱۱ ۲۶ ۸ | ۲۲ ۲۳ ۵ | ۴۴ ۱۶ ۴− | ۴۱ ۴ ۶− | ۳۴ ۶− ۱۲− |
| میانگین بالاترین و پایین‌ترین دما به مقیاس سانتیگراد |            |          |           |         |        |        |         |         |          |         |           |
| بارندگی به مقیاس میلی‌متر                            |            |          |           |         |        |        |         |         |          |         |           |
| منبع:                                               |            |          |           |         |        |        |         |         |          |         |           |

| مقیاس فارنهایت و اینچ                              | مقیاس فارنهایت و اینچ | مقیاس فارنهایت و اینچ | مقیاس فارنهایت و اینچ | مقیاس فارنهایت و اینچ | مقیاس فارنهایت و اینچ | مقیاس فارنهایت و اینچ | مقیاس فارنهایت و اینچ | مقیاس فارنهایت و اینچ | مقیاس فارنهایت و اینچ | مقیاس فارنهایت و اینچ | مقیاس فارنهایت و اینچ |
| -------------------------------------------------- | --------------------- | --------------------- | --------------------- | --------------------- | --------------------- | --------------------- | --------------------- | --------------------- | --------------------- | --------------------- | --------------------- |
| ژ                                                  | ف                     | م                     | آ                     | م                     | ژ                     | ژ                     | آ                     | س                     | اُ                     | ن                     | د                     |
| ۱ ۱۸۷                                              | ۵٫۶ ۱۸۷               | ۵٫۷ ۳۹۱۸              | ۴٫۹ ۵۰۲۷              | ۱٫۹ ۶۳۳۴              | ۰٫۳ ۷۰۴۳              | ۰٫۲ ۷۹۴۵              | ۰٫۴ ۷۹۴۶              | ۰٫۹ ۷۳۴۱              | ۱٫۷ ۶۱۲۵              | ۱٫۶ ۳۹۲۱              | ۱٫۳ ۲۱۱۰              |
| میانگین بالاترین و پایین‌ترین دما به مقیاس فارنهایت |                       |                       |                       |                       |                       |                       |                       |                       |                       |                       |                       |
| بارندگی به مقیاس اینچ                              |                       |                       |                       |                       |                       |                       |                       |                       |                       |                       |                       |

| ژ                                                   | ف          | م        | آ         | م       | ژ      | ژ      | آ       | س       | اُ        | ن       | د         |
| ۲۵ ۸− ۱۴−                                           | ۱۴۱ ۸− ۱۴− | ۱۴۵ ۴ ۸− | ۱۲۴ ۱۰ ۳− | ۴۷ ۱۷ ۱ | ۷ ۲۱ ۶ | ۵ ۲۶ ۷ | ۱۱ ۲۶ ۸ | ۲۲ ۲۳ ۵ | ۴۴ ۱۶ ۴− | ۴۱ ۴ ۶− | ۳۴ ۶− ۱۲− |
| میانگین بالاترین و پایین‌ترین دما به مقیاس سانتیگراد |            |          |           |         |        |        |         |         |          |         |           |
| بارندگی به مقیاس میلی‌متر                            |            |          |           |         |        |        |         |         |          |         |           |
| منبع:                                               |            |          |           |         |        |        |         |         |          |         |           |

| مقیاس فارنهایت و اینچ                              | مقیاس فارنهایت و اینچ | مقیاس فارنهایت و اینچ | مقیاس فارنهایت و اینچ | مقیاس فارنهایت و اینچ | مقیاس فارنهایت و اینچ | مقیاس فارنهایت و اینچ | مقیاس فارنهایت و اینچ | مقیاس فارنهایت و اینچ | مقیاس فارنهایت و اینچ | مقیاس فارنهایت و اینچ | مقیاس فارنهایت و اینچ |
| -------------------------------------------------- | --------------------- | --------------------- | --------------------- | --------------------- | --------------------- | --------------------- | --------------------- | --------------------- | --------------------- | --------------------- | --------------------- |
| ژ                                                  | ف                     | م                     | آ                     | م                     | ژ                     | ژ                     | آ                     | س                     | اُ                     | ن                     | د                     |
| ۱ ۱۸۷                                              | ۵٫۶ ۱۸۷               | ۵٫۷ ۳۹۱۸              | ۴٫۹ ۵۰۲۷              | ۱٫۹ ۶۳۳۴              | ۰٫۳ ۷۰۴۳              | ۰٫۲ ۷۹۴۵              | ۰٫۴ ۷۹۴۶              | ۰٫۹ ۷۳۴۱              | ۱٫۷ ۶۱۲۵              | ۱٫۶ ۳۹۲۱              | ۱٫۳ ۲۱۱۰              |
| میانگین بالاترین و پایین‌ترین دما به مقیاس فارنهایت |                       |                       |                       |                       |                       |                       |                       |                       |                       |                       |                       |
| بارندگی به مقیاس اینچ                              |                       |                       |                       |                       |                       |                       |                       |                       |                       |                       |                       |